# Orient Thai Airlines
Orient Thai Airlines Co., Ltd. — тайская авиакомпания со штаб-квартирой в Клонгтей, Бангкок. Она проводит регулярные рейсы по Юго-Восточной Азии и базируется в аэропорту Дон Муанг.

## Направления
На ноябрь 2017, Orient Thai Airlines обслуживала регулярные рейсы в следующие города:
Таиланд
- Бангкок — Бангкок-Дон Муанг Хаб

Китай
- Чанша — аэропорт Хуанхуа
- Наньчан — аэропорт Чанбэй
- Шанхай — Шанхай-Пудун

## Флот

### Сегодняшний флот

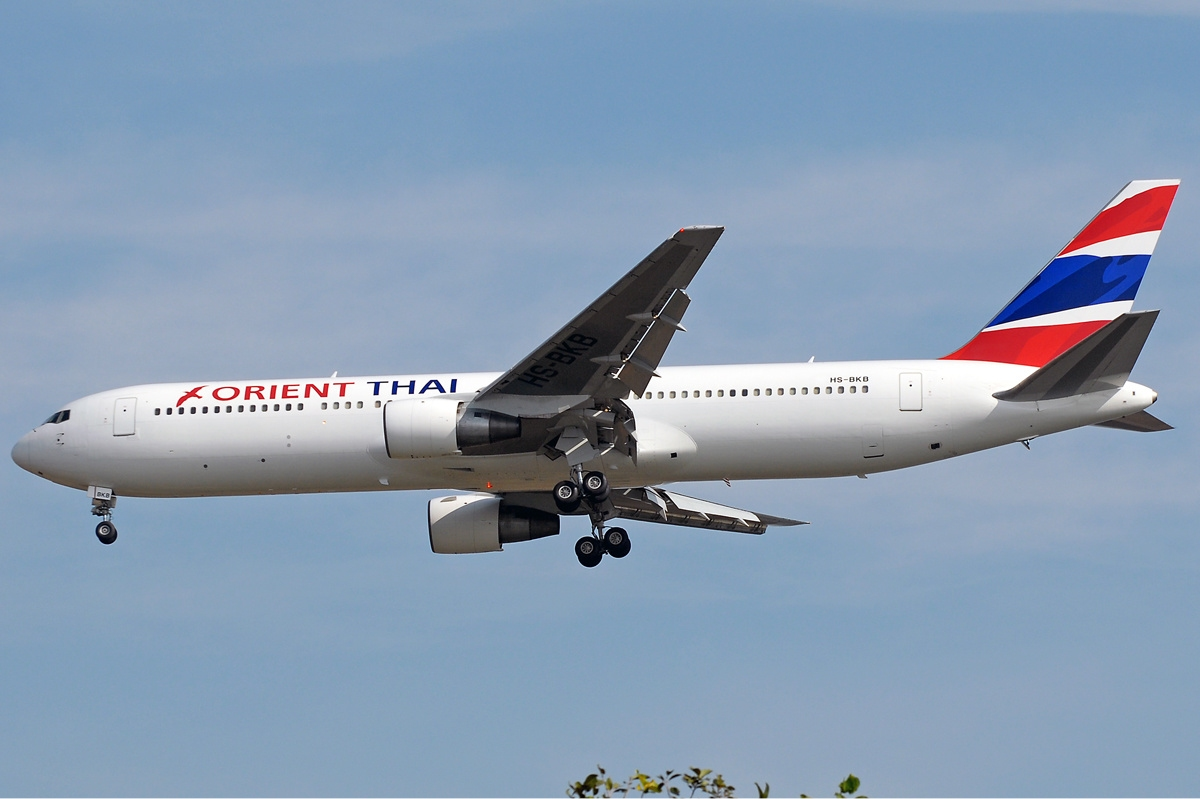
Orient Thai Airlines Boeing 767-300

На июль 2018, флот авиакомпании Orient Thai Airlines состоял из следующих воздушных судов:

### Использовавшийся флот

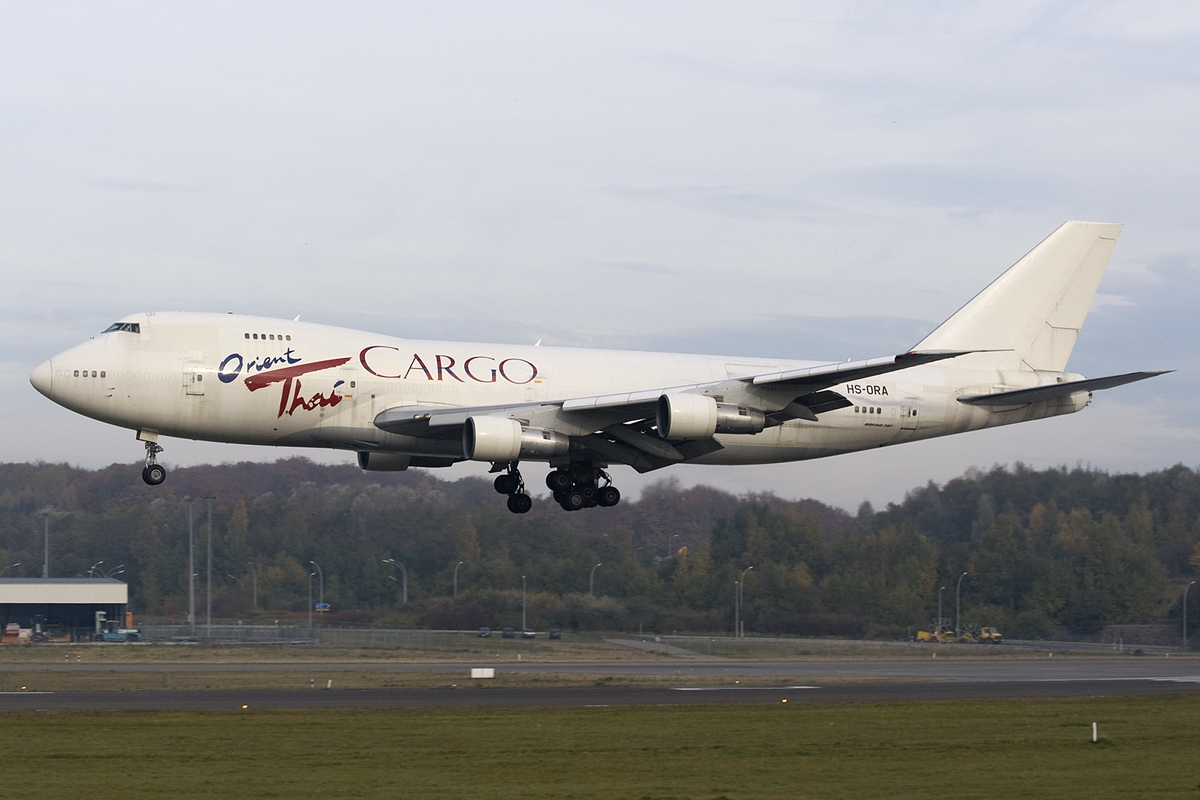
Бывший Orient Thai Cargo Boeing 747-200SF

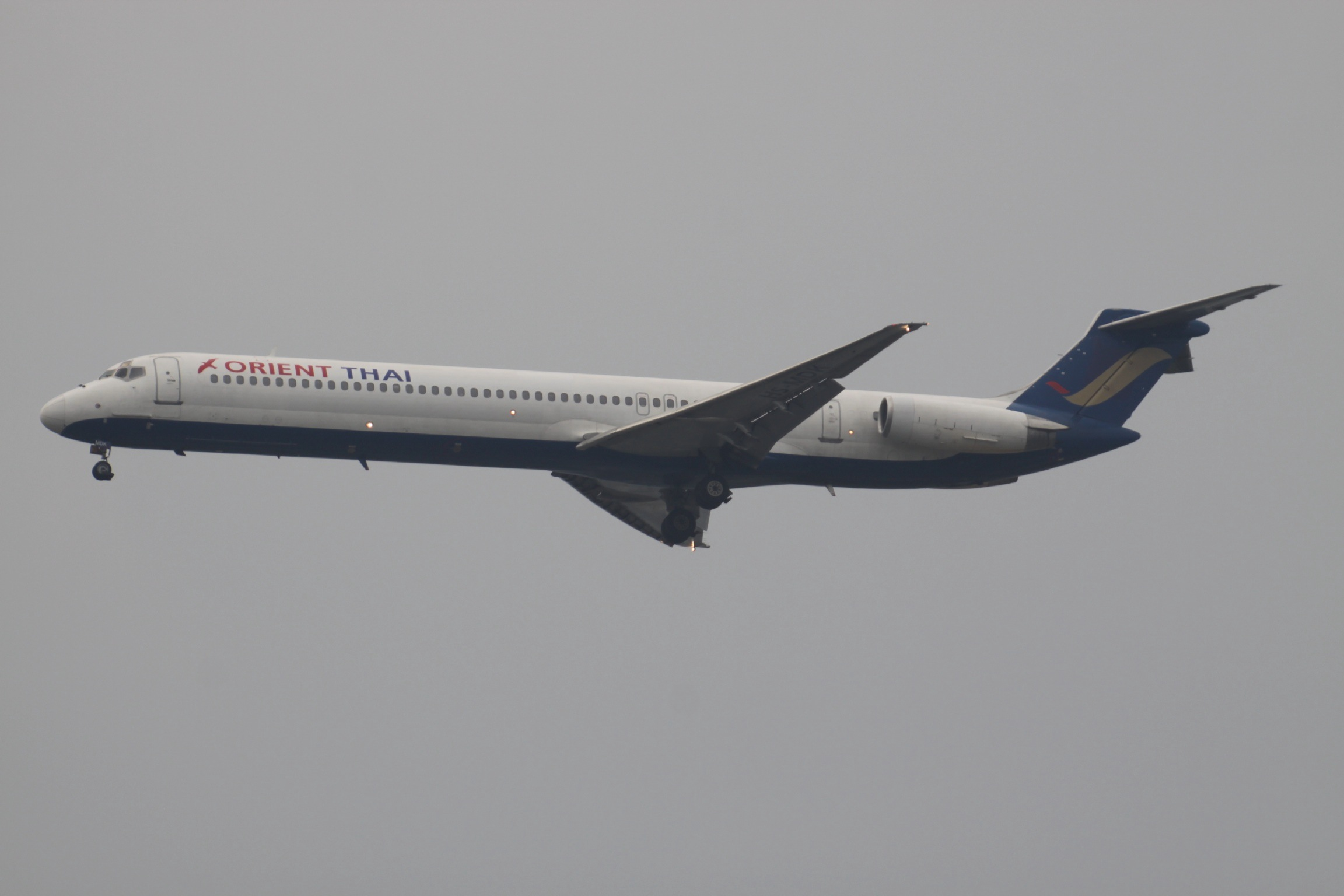
Бывший Orient Thai Airlines McDonnell Douglas MD-82

During its history, Orient Thai Airlines operated a wide range of pre-owned aircraft including most variants of the Boeing 747: